# Liste der Kulturdenkmale in Kletkamp
In der Liste der Kulturdenkmale in Kletkamp sind alle Kulturdenkmale der schleswig-holsteinischen Gemeinde Kletkamp (Kreis Plön) und ihrer Ortsteile aufgelistet (Stand: 10. März 2025).

## Legende
In den Spalten befinden sich folgende Informationen:
- Objekt-ID: die Nummer des Kulturdenkmales
- Lage: die Adresse des Kulturdenkmales und die geographischen Koordinaten. Kartenansicht, um Koordinaten zu setzen. In der Kartenansicht sind Kulturdenkmale ohne Koordinaten mit einem roten Marker dargestellt und können in der Karte gesetzt werden. Kulturdenkmale ohne Bild sind mit einem blauen Marker gekennzeichnet, Kulturdenkmale mit Bild mit einem grünen Marker.
- Offizielle Bezeichnung: Bezeichnung des Kulturdenkmales
- Beschreibung: die Beschreibung des Kulturdenkmales
- Bild: ein Bild des Kulturdenkmales

## Sachgesamtheiten
| Objekt-ID | Lage                                           | Offizielle Bezeichnung | Beschreibung | Bild |
| --------- | ---------------------------------------------- | ---------------------- | --- | ---- |
| 52491     | Hähnersaal 1, 7 (54° 14′ 10″ N, 10° 40′ 39″ O) | Forsthaus Hähnersaal   | Forsthaus Hähnersaal; 1837, 19. Jh.; kleine Baugruppe aus dem Forsthaus Hähnersaal und dem zugehörigen Wirtschaftsgebäude - Begründung: geschichtlich, Kulturlandschaft prägend - Schutzumfang: Forsthaus Hähnersaal (Kletkamp, Hähnersaal 1), Wirtschaftsgebäude des Forsthauses (Kirchnüchel, Hähnersaal 7) | BW   |

## Bauliche Anlagen
| Objekt-ID     | Lage                                           | Offizielle Bezeichnung            | Beschreibung | Bild            |
| ------------- | ---------------------------------------------- | --------------------------------- | --- | --------------- |
| 1110 Wikidata | Gut Kletkamp (54° 14′ 54″ N, 10° 38′ 14″ O)    | Gut Kletkamp: Herrenhaus          | Alteintragung (Aktualisierung vorgesehen) - Begründung: Alteintragung (Aktualisierung vorgesehen) - Schutzumfang: Alteintragung (Aktualisierung vorgesehen) - Denkmaltyp: Bauliche Anlage | Fotos hochladen |
| 1111 Wikidata | Gut Kletkamp (54° 14′ 56″ N, 10° 38′ 17″ O)    | Gut Kletkamp: Torhaus             | Alteintragung (Aktualisierung vorgesehen) - Begründung: Alteintragung (Aktualisierung vorgesehen) - Schutzumfang: Alteintragung (Aktualisierung vorgesehen) - Denkmaltyp: Bauliche Anlage | Fotos hochladen |
| 1113 Wikidata | Gut Kletkamp (54° 14′ 53″ N, 10° 38′ 11″ O)    | Gut Kletkamp: Kutschstall         | Alteintragung (Aktualisierung vorgesehen) - Begründung: Alteintragung (Aktualisierung vorgesehen) - Schutzumfang: Alteintragung (Aktualisierung vorgesehen) - Denkmaltyp: Bauliche Anlage | BW              |
| 1114 Wikidata | Gut Kletkamp (54° 14′ 53″ N, 10° 38′ 10″ O)    | Gut Kletkamp: Reithalle           | Alteintragung (Aktualisierung vorgesehen) - Begründung: Alteintragung (Aktualisierung vorgesehen) - Schutzumfang: Alteintragung (Aktualisierung vorgesehen) - Denkmaltyp: Bauliche Anlage | BW              |
| 1116 Wikidata | Gut Kletkamp (54° 14′ 57″ N, 10° 38′ 16″ O)    | Gut Kletkamp: ehem. Verwalterhaus | Alteintragung (Aktualisierung vorgesehen) - Begründung: Alteintragung (Aktualisierung vorgesehen) - Schutzumfang: Alteintragung (Aktualisierung vorgesehen) - Denkmaltyp: Bauliche Anlage | BW              |
| 1112 Wikidata | Gut Kletkamp (54° 14′ 52″ N, 10° 38′ 10″ O)    | Gut Kletkamp: ehem. Waschhaus     | Alteintragung (Aktualisierung vorgesehen) - Begründung: Alteintragung (Aktualisierung vorgesehen) - Schutzumfang: Alteintragung (Aktualisierung vorgesehen) - Denkmaltyp: Bauliche Anlage | BW              |
| 1115 Wikidata | Gut Kletkamp (54° 14′ 56″ N, 10° 38′ 14″ O)    | Gut Kletkamp: Werkstattgebäude    | Alteintragung (Aktualisierung vorgesehen) - Begründung: Alteintragung (Aktualisierung vorgesehen) - Schutzumfang: Alteintragung (Aktualisierung vorgesehen) - Denkmaltyp: Bauliche Anlage | BW              |
| 5192 Wikidata | Hof Großrolübbe (54° 14′ 24″ N, 10° 41′ 12″ O) | Gutshaus                          | Alteintragung (Aktualisierung vorgesehen) - Begründung: Alteintragung (Aktualisierung vorgesehen) - Schutzumfang: Alteintragung (Aktualisierung vorgesehen) - Denkmaltyp: Bauliche Anlage | BW              |
| 5193 Wikidata | Hof Großrolübbe (54° 14′ 24″ N, 10° 41′ 17″ O) | Stallgebäude                      | Alteintragung (Aktualisierung vorgesehen) - Begründung: Alteintragung (Aktualisierung vorgesehen) - Schutzumfang: Alteintragung (Aktualisierung vorgesehen) - Denkmaltyp: Bauliche Anlage | BW              |
| 5194 Wikidata | Hof Großrolübbe (54° 14′ 23″ N, 10° 41′ 15″ O) | Remise                            | Alteintragung (Aktualisierung vorgesehen) - Begründung: Alteintragung (Aktualisierung vorgesehen) - Schutzumfang: Alteintragung (Aktualisierung vorgesehen) - Denkmaltyp: Bauliche Anlage | BW              |
| 5199 Wikidata | Hof Großrolübbe (54° 14′ 25″ N, 10° 41′ 17″ O) | ehem. Wasch- und Backhaus         | Alteintragung (Aktualisierung vorgesehen) - Begründung: Alteintragung (Aktualisierung vorgesehen) - Schutzumfang: Alteintragung (Aktualisierung vorgesehen) - Denkmaltyp: Bauliche Anlage | BW              |
| 5197 Wikidata | Hof Großrolübbe (54° 14′ 24″ N, 10° 41′ 13″ O) | Schweinestall                     | Alteintragung (Aktualisierung vorgesehen) - Begründung: Alteintragung (Aktualisierung vorgesehen) - Schutzumfang: Alteintragung (Aktualisierung vorgesehen) - Denkmaltyp: Bauliche Anlage | BW              |
| 5200          | Hähnersaal 1 (54° 14′ 11″ N, 10° 40′ 38″ O)    | Forsthaus Hähnersaal              | Forsthaus Hähnersaal; 1837; eingeschossiger Backsteinbau von sieben Achsen auf hohem Bruchsteinsockel unter hartgedecktem Halbwalmdach - Begründung: geschichtlich, Kulturlandschaft prägend - Schutzumfang: gesamtes Objekt - Denkmaltyp: Bauliche Anlage, Sachgesamtheit: Forsthaus Hähnersaal | BW              |

## Gründenkmale
| Objekt-ID      | Lage                                        | Offizielle Bezeichnung                                   | Beschreibung | Bild |
| -------------- | ------------------------------------------- | -------------------------------------------------------- | --- | ---- |
| 22194 Wikidata | Gut Kletkamp (54° 14′ 35″ N, 10° 37′ 44″ O) | Gut Kletkamp: Bahnhofsallee                              | Alteintragung (Aktualisierung vorgesehen) - Begründung: geschichtlich, Kulturlandschaft prägend - Schutzumfang: gesamtes Objekt - Denkmaltyp: Gründenkmal | BW   |
| 12869 Wikidata | Gut Kletkamp (54° 14′ 37″ N, 10° 38′ 1″ O)  | Gut Kletkamp: südliche Zufahrtsallee (Kastanien, Eichen) | Alteintragung (Aktualisierung vorgesehen) - Begründung: geschichtlich, Kulturlandschaft prägend - Schutzumfang: gesamtes Objekt - Denkmaltyp: Gründenkmal | BW   |
| 22203 Wikidata | Gut Kletkamp (54° 15′ 2″ N, 10° 38′ 21″ O)  | Gut Kletkamp: nördliche Zufahrtsallee (Linden)           | Alteintragung (Aktualisierung vorgesehen) - Begründung: geschichtlich, Kulturlandschaft prägend - Schutzumfang: gesamtes Objekt - Denkmaltyp: Gründenkmal | BW   |

## Quelle
- Liste der Kulturdenkmale in Schleswig-Holstein – Kreis Plön (PDF)

- Karte mit allen Koordinaten:
- OSM |
- WikiMap